# Dalton Knecht
Dalton Douglas Knecht (Fargo, 19 aprile 2001) è un cestista statunitense, di ruolo ala piccola e guardia, professionista nella NBA con i
L.A. Lakers.

## Carriera
Dalton Douglas Knecht è nato a Fargo, nel Dakota del Nord, ed è cresciuto a Thornton, in Colorado, dove ha frequentato la Prairie View High School. Durante il suo ultimo anno di liceo, Knecht aveva una media di 21 punti e 6,5 rimbalzi a partita.

### Carriera universitaria
Knecht ha iniziato la sua carriera universitaria di basket al Northeastern Junior College. Nel suo primo anno, Knecht ha mantenuto una media di 13,3 punti, 2,9 rimbalzi e 1,1 assist a partita. Durante il secondo anno, le sue prestazioni sono migliorate notevolmente, con una media di 23,9 punti, 7,5 rimbalzi e 2 assist a partita. Nel corso del suo periodo al Northeastern Junior College, Knecht è cresciuto fino a raggiungere un'altezza di 1,98 metri (6 piedi e 6 pollici).
Nel 2021, ha deciso di trasferirsi al Northern Colorado per continuare la sua carriera universitaria. Ha fatto registrare una media di 8,9 punti e 3,6 rimbalzi a partita nella sua prima stagione con i Northern Colorado Bears. Nell'ultimo anno è stato il miglior marcatore della Big Sky Conference con una media di 20,2 punti a partita e ha mantenuto una media di 7,2 rimbalzi a partita. Alla fine della stagione ha deciso di sfruttare l'anno di eleggibilità aggiuntivo concesso agli atleti universitari che hanno giocato nella stagione 2020-21 a causa della pandemia di COVID-19, entrando nel portale di trasferimento della NCAA.
Si è trasferito in Tennessee per la stagione 2023-24. È stato nominato Giocatore della Settimana della Southeastern Conference (SEC) per la prima settimana della stagione dopo aver segnato 17 punti nella vittoria di apertura della stagione dei Volunteers contro Tennessee Tech e 24 punti con 5 rimbalzi nella vittoria in trasferta per 80-70 contro Wisconsin il 10 novembre 2023. Ha registrato il suo massimo in carriera di 37 punti nella sconfitta per 100-92 contro North Carolina il 29 novembre 2023. È stato nominato Giocatore della Settimana della SEC per la seconda volta il 15 gennaio 2024, dopo aver segnato 28 punti nella sconfitta per 77-72 contro Mississippi State e 36 punti nella vittoria per 85-79 contro Georgia..
Ha stabilito un nuovo massimo in carriera con 39 punti nella vittoria per 85-66 contro Florida il 16 gennaio 2024. Il 29 febbraio 2024 ha eguagliato il suo record personale con 39 punti nella vittoria per 92-84 contro Auburn, classificata undicesima. Il 9 marzo 2024, nella notte dei senior, ha superato il suo massimo in carriera segnando 40 punti nella sconfitta per 85-81 contro Kentucky, classificata quindicesima. È stato nominato Giocatore dell'Anno della SEC sia dai coach della lega che dall'Associated Press (AP). È stato anche designato Nuovo Giocatore dell'Anno della SEC dall'AP.

### Carriera NBA

#### Los Angeles Lakers
È stato selezionato con la diciassettesima scelta assoluta dai Los Angeles Lakers nel draft NBA 2024.

## Statistiche

### College
| Anno      | Squadra           | PG  | PT | MP   | TC%  | 3P%  | TL%  | RP  | AP  | PRP | SP  | PP   |
| --------- | ----------------- | --- | -- | ---- | ---- | ---- | ---- | --- | --- | --- | --- | ---- |
| 2021-2022 | N. Colorado Bears | 35  | 11 | 24,1 | 43,6 | 36,1 | 75,3 | 3,6 | 0,9 | 0,5 | 0,5 | 8,9  |
| 2022-2023 | N. Colorado Bears | 32  | 32 | 35,3 | 47,9 | 38,1 | 77,1 | 7,2 | 1,8 | 0,8 | 0,6 | 20,2 |
| 2023-2024 | Tenn. Volunteers  | 36  | 36 | 30,6 | 45,8 | 39,7 | 77,2 | 4,9 | 1,8 | 0,7 | 0,6 | 21,7 |
| Carriera  | Carriera          | 103 | 79 | 29,8 | 46,1 | 38,3 | 76,8 | 5,2 | 1,5 | 0,7 | 0,6 | 16,9 |

### NBA

#### Regular season
| Anno      | Squadra     | PG | PT | MP   | TC%  | 3P%  | TL%  | RP  | AP  | PRP | SP  | PP  |
| --------- | ----------- | -- | -- | ---- | ---- | ---- | ---- | --- | --- | --- | --- | --- |
| 2024-2025 | L.A. Lakers | 78 | 16 | 19,2 | 46,1 | 37,6 | 76,2 | 2,8 | 0,8 | 0,3 | 0,1 | 9,1 |
| Carriera  | Carriera    | 78 | 16 | 19,2 | 46,1 | 37,6 | 76,2 | 2,8 | 0,8 | 0,3 | 0,1 | 9,1 |

#### Playoffs
| Anno     | Squadra     | PG | PT | MP  | TC%  | 3P%  | TL% | RP  | AP  | PRP | SP  | PP  |
| -------- | ----------- | -- | -- | --- | ---- | ---- | --- | --- | --- | --- | --- | --- |
| 2025     | L.A. Lakers | 2  | 0  | 2,0 | 40,0 | 25,0 | -   | 1,5 | 0,0 | 0,0 | 0,0 | 2,5 |
| Carriera | Carriera    | 2  | 0  | 2,0 | 40,0 | 25,0 | -   | 1,5 | 0,0 | 0,0 | 0,0 | 2,5 |

## Palmarès
- Julius Erving Award (2024)